# Nojon
Nojon vagy nojan (mongol nyelven: ноён, hagyományos írással: ᠨᠣᠶᠠᠨ, jelentése „úr”, „parancsnok”) mongol nomád nemesi cím. A Mongol Birodalom kialakulásával létrejött önálló, születési előjogokkal rendelkező társadalmi réteg, az arisztokrácia tagja. A nojonok a kán alattvalói voltak, kötelezettségekkel, szolgáltatásokkal tartoztak neki. Rendszeresen adóztak, kötelezően megjelentek a káni gyűléseken (kurultaj), részt vettek jelentősebb bírósági vizsgálatokban. Háborúban a kán oldalán vonultak hadba, harcosaik élelmezéséről gondoskodniuk kellett. A mongol mitológiában a területek szellemurainak elnevezése.